# Любаничи (Смоленская область)
Любаничи — деревня в Краснинском районе Смоленской области России. Входит в состав Павловского сельского поселения. Население — 6 жителей (2007 год).
Расположена в западной части области в 12 км к юго-западу от Красного, в 14 км юго-западнее автодороги Р135 (Смоленск — Красный — Гусино), на берегу реки Еленка. В 19 км северо-западнее деревни расположена железнодорожная станция О.п. 478-й км на линии Москва — Минск.

## История
В годы Великой Отечественной войны деревня была оккупирована гитлеровскими войсками в июле 1941 года, освобождена в сентябре 1943 года.